# Jan Krystyniacki
Jan Krystyniacki (ur. 22 grudnia 1828 w Leżajsku, zm. 23 marca 1893 we Lwowie) – polski filolog klasyczny, tłumacz, nauczyciel gimnazjalny.

## Życiorys
Ukończył gimnazjum w Rzeszowie, w latach 1849–1851 uczęszczał do Wyższego Seminarium Duchownego w Przemyślu, w latach 1851-1855 studiował filozofię na Uniwersytecie Lwowskim. Od 1854 pracował jako nauczyciel w II Gimnazjum we Lwowie. W 1857 zdał państwowy egzamin nauczycielski i do 1863 pracował jako nauczyciel języków klasycznych w I Gimnazjum we Lwowie. W latach 1863–1868 był dyrektorem gimnazjum w Drohobyczu, w 1868 otrzymał tytuł honorowego obywatela tego miasta.
W 1868 został odwołany z pełnionej funkcji i powrócił do Lwowa, pracował kolejno w Gimnazjum Franciszka Józefa (1868–1875), II Gimnazjum (1875–1879) i IV Gimnazjum (1879–1891). W 1891 przeszedł na emeryturę.
Przetłumaczył na polski wiersze Macieja Kazimierza Sarbiewskiego w zbiorze ''Carmina posthuma ex codice auctoris manu scripto... (1876) oraz zbiór homilii Jana Chryzostoma, wydany w 1886 w trzech tomach jako Św. Ojca Naszego Jana Chryzostoma arcybiskupa konstantynopolitańskiego Wykład Ewangelii św. Mateusza w 90 homiliach zawarty (ostatnio wydany w wersji uwspółcześnionej i ponownie przejrzanej w serii Źródła Myśli Teologicznej w 2000).
W 1886 opublikował pracę Fasti Sarbieviani, czyli O chronologicznym porządku pieśni Macieja Kazimierza Sarbiewskiego, w 1890 O języku greckim pisarzy bizantyńskich w ogólności i o ich sposobie wyrażania imion słowiańskich w szczególności.
Został pochowany na Cmentarzu Łyczakowskim we Lwowie.